# Ostracion immaculatus
Ostracion immaculatus is een straalvinnige vissensoort uit de familie van koffervissen (Ostraciidae). De wetenschappelijke naam van de soort is voor het eerst geldig gepubliceerd in 1850 door Temminck & Schlegel.